# قائمة الدراسات السريرية لتحديد النسل الهرموني
فيما يلي قائمة بالدراسات السريرية البارزة لتحديد النسل الهرموني لدى النساء قبل انقطاع الطمث:
- الكلية الملكية للممارسين العامين دراسة وسائل منع الحمل عن طريق الفم.[1][2]
- دراسة أكسفورد / جمعية تنظيم الأسرة لمنع الحمل.[1][3]
- دراسة كايزر بيرماننتي والنوت كريك لأدوية منع الحمل.[1][4][5]
- البرنامج الخاص للتناسل البشري التابع لمنظمة الصحة العالمية.[6][7][8]
- مجموعة دراسة وسائل منع الحمل الفموية والإرقاء.[9][10][11]
- دراسة المراقبة النشطة الدولية - سلامة وسائل منع الحمل: دور هرمون الاستروجين.[12][13][14]
- راسة أترابية مستقبلية ذات شواهد حول سلامة موانع الحمل الفموية أحادية الطور التي تحتوي على أسيتات نوميجسترول (2.5 مجم) و 17 ميكرومتر استراديول (1.5 مجم).[15][13][14]